# زمان‌شاه درانی
زمان شاه (شاه زمان درانی) ۱۷۹۳–۱۸۰۰ (شاه زمان) برای حفظ قلمرو پدر بزرگش و حفظ حکومت درانی از فروپاشی با وجود داشتن منابع کم تلاش گسترده کرد اما نتوانست از قلمرو خود محافظت کند و توسط برادرش شاه محمود و بارگزیی‌ها در زمستان ۱۸۰۰ دستگیر و بعداً کور (نابینا) شد او کابل را به قصد هندوستان جبرا ترک کرد بعد از شکست در نیمله در سال ۱۸۰۹ او دوباره در سال ۱۸۴۱ به افغانستان بازگشت و به‌طور خلاصه با شجاع پیوست اما یکسال بعد دوباره به لودیانا هندوستان برگشت و در همان‌جا فوت کرد و به خاک سپرده شد.

## حمله به هندوستان
میرمحمدصدیق فرهنگ می‌نویسد: 
«زمانشاه مردی جاه جهاد طلب بود. بزرگترین آرزوی او این بود که مانند جدش احمدشاه به هند لشکر کشیده، به مقاومت مسلمان های هند در برابر سیک ها و مرهته سهیم شوند و قسمت‌های شمالی آن را دوباره در تحت اداره امپراطوری بزرگ درانی قرار دهد.» 
او در ادامه مینویسد: «علاوه بر میل که خودش (زمانشاه) به فتح هند داشت، نامه‌هایی از شاه عالم، تیپو سلطان و سایر امرای مسلمان هند به او رسیده و از او خواهش شده بود که برای سرکوبی مرهته و سایر سرکشان هندو به سوی دهلی حرکت نماید.» 
خلاصه این که زمان شاه یک شاه مدبر بود نیت ایش ای بود که به برادران مسلمان ساکن هند خویش نصرت کند و حیثیت امت مسلمه بر جای شوند. ولی با خیانت بزرگ روبرو شد. برادر ایش شاه محمود با تشویق پرنگی ها و ایرانی ها از هرات به او حمله کرد و او را با توسط یک رهبر فومی شینواری در ننگرهار دستگیر کرد. و تمام پلان و تدبیر او را خراب کرد.
در هند دولت گورکانی دیگر حیثیت دولت مرکزی آن کشور را از دست داده بود. و اتحاد مرهته نیز پس از جنگ پاتی پات دیگر توان سابق را نداشت و درگیر مشکلات داخلی شده بود. در این میان نفوذ انگلیس در هند روز به روز بیشتر میشد و قوای سیک‌ها نیز در پنجاب در حال قدرت گرفتن بود.
روش استعماری انگلیس در ۵۰ سال اخیر، مردم و سایر امرای هندی را از خواب غفلت و حسن ظن نسبت به اروپایی‌ها بیدار کرده بود و حالا آنان از قدرت گرفتن اروپایی‌ها در هند وحشت داشتند. همین بیداری، به امرای هندی برای درخواست کمک یا اتحاد با افغانستان انگیزه میداد. و درخواست‌های امرای هند، زمان شاه را برای اجرای نقشه‌هایش در هند مصمم‌تر میکرد.
سر ویلیام جان کی در این مورد چنین نوشت:
«تمام دشمنان انگلیس در هند چشم به سوی کابل داشتند...»
کمپانی هند شرقی که از این پیشامدها و به خطر افتادن مستعمراتش در هند به وحشت افتاده بود آغاز به انجام اقداماتی برای مقابله کرد که نتیجه آن مداخلات سیاسی و نظامی بریتانیا تا حداقل یک قرن در کشورهای شمال هند از جمله افغانستان بود.
کاپیتان مالکم سفیر انگلیس در ایران مینویسد: 
زمان شاه یکی از قوی ترین دشمنان قدرت انگلیس در هندوستان است، و اوست که می‌تواند بدون کمک خارجی، فقط با قوت خود در هندوستان سرازیر شود.
کاپیتان مالکم همچنین می نویسد که: 
هیچ چیز مانع کشورگشایی زمان شاه گردیده نمی‌تواند، به جز آنکه در مملکتش نفاق ایجاد گردد، و او را از جهانگیری بازدارد.
سید محمد صدیق فرهنگ نویسنده کتاب "افغانستان در پنج قرن اخیر" درباره اقدامات انگلیس برای مقابله با افغانستان در حمله به هند چنین مینویسد: 
... انگلیس‌ها دو راه در پیش داشت. یکی اعزام قوا به دهلی و پنجاب برای جلوگیری از پیشرفت افغان‌ها در داخل هند و دیگری تهدید دولت درانی توسط یک دولت ثالث.